# Catedral de Maputo
A Catedral de Maputo, oficialmente a Catedral Metropolitana de Nossa Senhora da Conceição, é um edifício emblemático da cidade, projectado em 1936 pelo engenheiro Marcial Freitas e Costa, e inaugurado em 1944.
Encontra-se situada na Praça da Independência e têm como características uma altura interior de 16 m, e uma torre com 61 m de altura. A nave tem um comprimento de 66 m e uma largura de 16 m.
A catedral é a Sé da Arquidiocese de Maputo